# Antiguo Almirantazgo
El Antiguo Almirantazgo (Old Admiralty), oficialmente y de uso común Edificio Ripley (para distinguirlo de otras estructuras adyacentes; también usado en español sin traducir: Ripley Building), es el más antiguo de los llamados edificios del Almirantazgo, un conjunto histórico de la Ciudad de Westminster, Londres (Reino Unido), que reúne las estructuras usadas por el antiguo Almirantazgo británico durante su existencia. Está ubicado a unos doscientos metros del extremo norte de Whitehall, entre el Teatro Trafalgar al norte y la Admiralty House al sur (con la que está unido). En él fueron celebradas y firmadas algunas de las actas más notables de la historia naval británica.
El arquitecto responsable del edificio en su forma actual, inaugurado en 1726, fue Thomas Ripley (cuyo nombre recibe). Durante casi tres siglos alojaba el cuartel general del lord gran almirante (Lord High Admiral) —comandante en jefe de la Marina Real británica—, quien también era unos de los lores comisionados (lord commissioners) y presidente de la Junta del Almirantazgo (Board of Admiralty), reunida en su famosa sala de juntas (véase a continuación). El bloque occidental constituye el brazo oriental de la llamada Admiralty Extension, una gran construcción con elementos neoclásicos de la segunda mitad del siglo XIX, de la que ha formado parte desde entonces. En la conciencia popular, esta gran extensión pasó a formar parte del término «Antiguo Almirantazgo», y para muchos, cuando se habla del Antiguo Almirantazgo, no se refiere al Edificio Ripley sino a la Admiralty Extension.
El edificio está declarado como monumento clasificado de grado II (de interés especial), y queda abierto al público durante las jornadas de puertas abiertas de Londres.

## Historia

### Primer edificio
El terreno donde está ubicado el Antiguo Almirantazgo servía a mediados del siglo XVI como un depósito de materia prima, sobre todo madera, para el cercano y relativamente nuevo palacio de Whitehall (construido un par de décadas antes). En 1560, el tesorero de la Casa Real Francis Knollys (famoso cortesano al servicio de Enrique VIII, Eduardo VI e Isabel I, y futuro diputado en el Parlamento inglés) alquiló el lugar para convertirlo en su residencia, que más tarde pasaría a manos de su hijo, el vizconde Wallingford, con lo que sería conocida como la casa Wallingford (House Wallingford).
En 1622, George Villiers, primer duque de Buckingham y lord gran almirante, compró la casa Wallingford, dando comienzo a una larga e histórica relación de los terrenos del norte de la calle de Whitehall, al norte de Horse Guards-Horse Guards Parade, con la institución del Almirantazgo y, por ende, la jefatura de la Marina Real, que duraría unos 350 años (las primeras setenta como residencia particular del almirante) y contaría con varias estructuras, incluida la Admiralty House (un concepto que luego se expandiría a otras bases navales por todo el Imperio).

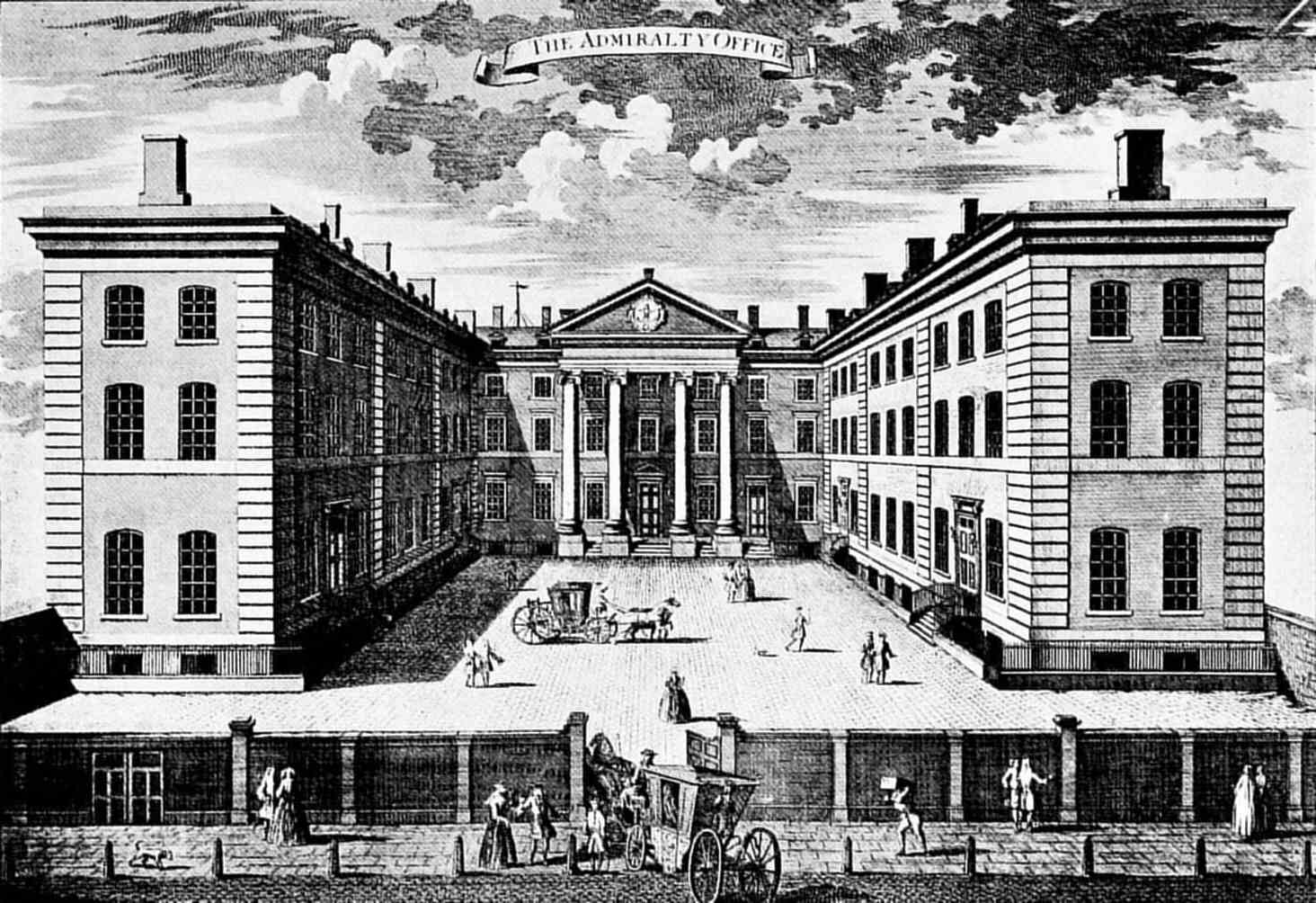
Dibujo de 1760 en el que se puede ver el muro de pantalla original (anterior al de Adam).

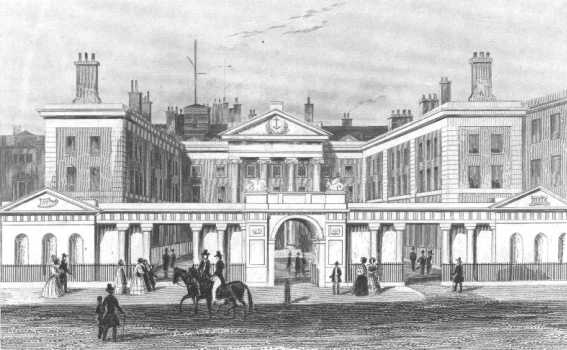
Dibujo de 1830, en el que se aprecia el muro de pantalla completo con sus pabellones.

Ya durante su etapa como residencia, el edificio vio celebrare algunas importantes reuniones de la junta de almirantes (al no tener un lugar propio para su convocación), y después del asesinato de Villiers en 1628 por John Felton, seguía sirviendo para este tipo de reuniones hasta 1636, y esporádicamente después también. Fue el erudito y arquitecto Christopher Wren quien a partir de 1690 propuso este mismo lugar para la primera oficina (propiamente dicha) del Almirantazgo, una recomendación que fue adoptada en 1695 (año de inauguración de la Oficina del Almirantazgo). El constructor de la casa Wallingford, John Evans, se convirtió en consecuencia en proveedor de la Junta de la Marina (Navy Board Purveyor). Wren preparó un informe detallado para los lores comisionados que incluía las mejoras que habían de realizarse en el edificio, que al parecer no fue tenido en cuenta, optando por una rápida y barata remodelación total en su lugar, que redundaría en constantes reparaciones en las siguientes décadas.

### El edificio actual
Aquel primer edificio, diseñado en un principio para fines particulares, pronto dejó de satisfacer las crecientes necesidades de la jefatura de la Armada (además de estar prácticamente cayendo en pedazos a esta altura), por lo que se comisionó al maestro carpintero Thomas Ripley el diseño y construcción de uno nuevo, esta vez con la idea de servir específicamente para los despachos, salas de operaciones y espacios de reuniones del Almirantazgo.
La construcción del edificio se llevó a cabo entre 1723 y 1726 (aunque ya estaba listo para ser ocupado en 1725), con un coste a las arcas de Su Majestad que superó con creces el presupuesto. Primero fue conocido como Ripley Block, y más adelante como Ripley Building. Tiene la particularidad de haber sido el primer edificio del Reino Unido diseñado como edificio de oficinas desde su concepción (un concepto hasta entonces ajeno a la mayoría de administraciones europeas). El grueso de sus salas de juntas y oficinas fueron diseñadas para servir como espacios multifuncionales. En este respecto antecedió al edificio de la Compañía de las Indias Orientales, la East India House, en Leadenhall Street (el segundo edificio construido con este fin, completado en 1729), una edificación neoclásica aun más imponente, que era necesaria para poder manejar la compleja burocracia del comercio exterior con la India y Asia. Desde un punto de vista urbanístico, es notable que los dos edificios que definirían el concepto de espacios de trabajo en la capital británica, servían como sedes de las dos actividades marítimas principales: la comercial y la militar.
Cuando los lores comisionados (o lores del Almirantazgo, nombre que recibían los miembros de la Junta) se reunieron por primera vez en la sala de juntas del nuevo edificio, sus ventanas daban a Spring Gardens —parte de los antiguos terrenos de recreo del palacio de Whitehall, otorgados al Almirantazgo por el rey— y a St. James's Park. En 1759, la Junta acordó vender una parte del cour —el patio creado por los tres brazos del edificio— a los comisionados del puente de Westminster (Westminster Bridge Commissioners) para su plan de ampliación de calles a lo largo del Támesis, por un importe de 650 liras esterlinas de la época (equivalente a unos 159 000 actuales).

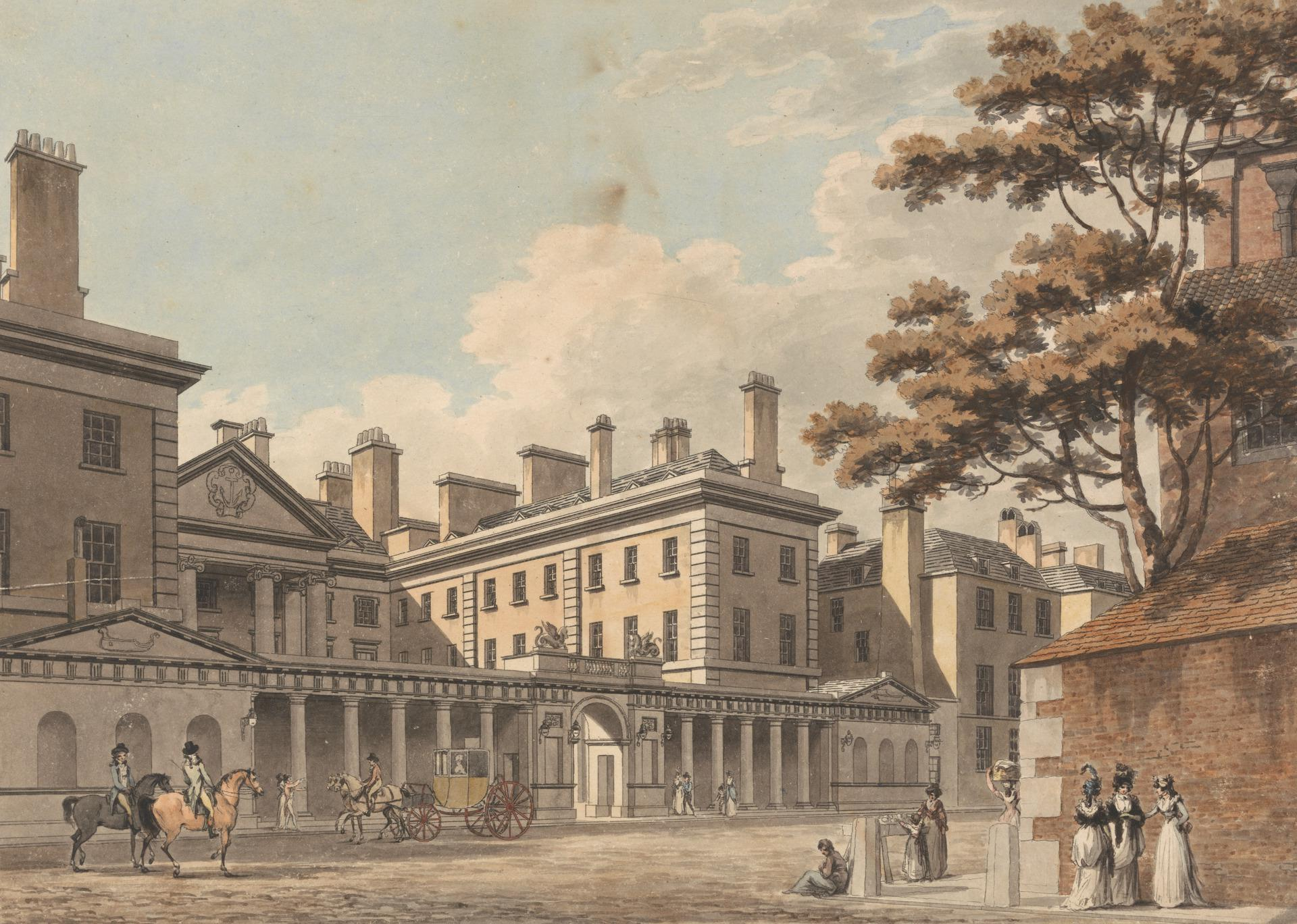
Acuarela de finales del siglo por Thomas Malton. Centro de Arte Británico de Yale

En 1788 se inauguró un nuevo muro de pantalla entre el patio y la acera de Whitehall, cuyo diseño fue encargado al arquitecto escocés Robert Adam, en lugar de una estructura anterior más baja y austera, que fue demolida. Según la inscripción a la entrada del edificio, Adam lo diseñó ya en 1760, a saber, casi tres décadas antes de su terminación; es más, según varios autores, en ese año quedaron preparados, y probablemente ya colocados, la mayoría de los elementos, dejando el muro prácticamente montado (cosa plausible teniendo en cuenta la autoría atribuida a algunos de los elementos decorativos). Ya que por aquel entonces Adam todavía no había sido designado arquitecto de la Office of Works (lo sería el año siguiente), es posible que recibiera el encargo gracias a su amistad con dos de los lores del Almirantazgo: su vecino Gilbert Elliot-Murray, primer conde de Minto, y Edward Boscawen, para quien estaba decorando el interior de la villa de Hatchlands Park, en Surrey.
En enero de 1806, el cuerpo de Horatio Nelson, héroe de la batalla de Trafalgar, partió de la sala principal de este edificio, donde había pasado la noche anterior (entre el 8 al 9 de enero), dando comienzo de su famoso funeral de Estado.

### Daños y restauraciones

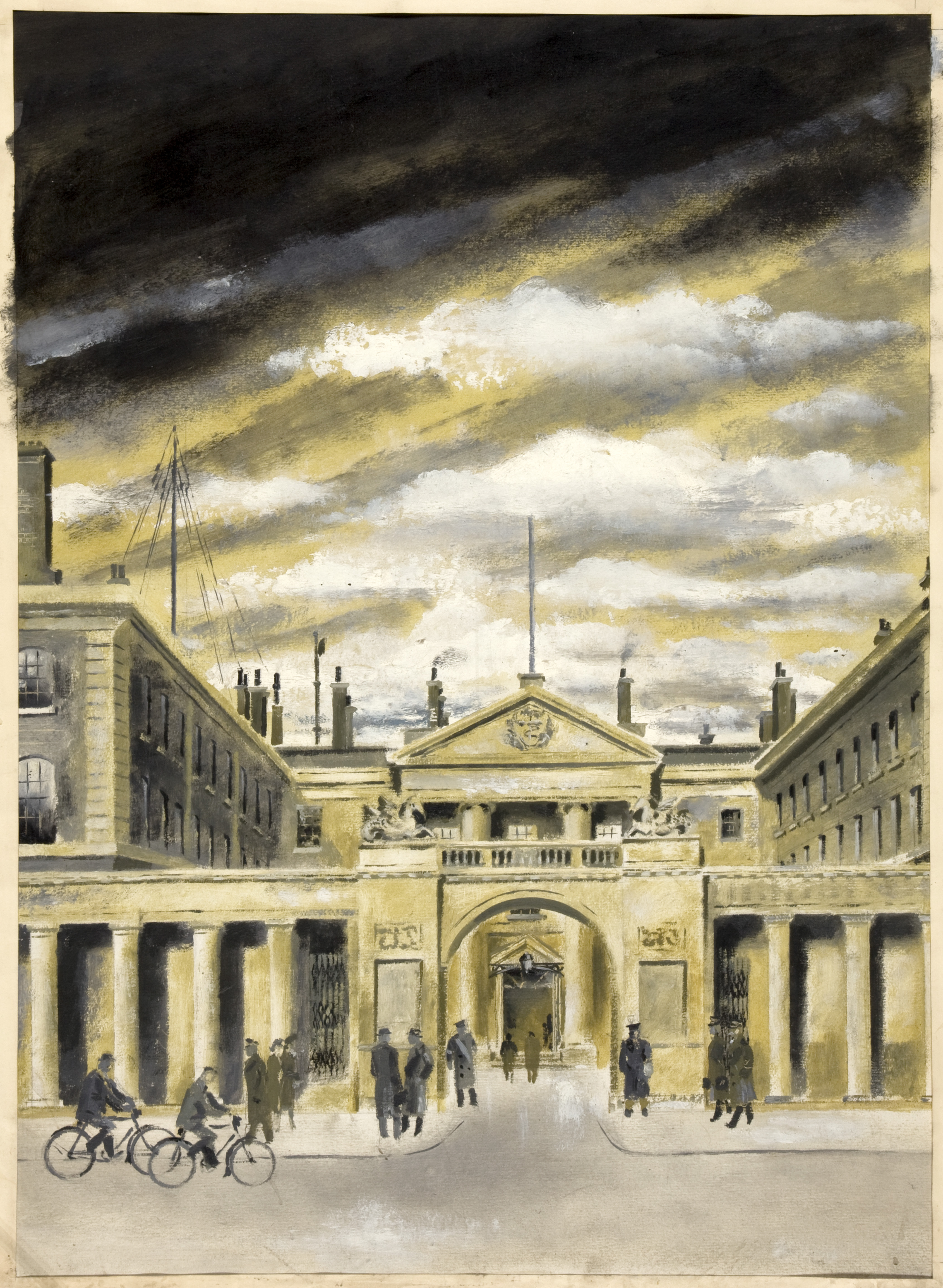
Dibujo anónimo realizado entre 1939 y 1946, actualmente en los Archivos Nacionales.

En abril de 1885 se produjo una explosión en la oficina del subsecretario de la Junta del Almirantazgo Edwin Swainson en la planta baja, que quedó destruida y el propio Swainson gravemente herido. También fue dañado el suelo de la oficina directamente por encima, la del entonces lord civil del Almirantazgo, Thomas Baring (conde de Northbrook), quien estaba presente en esos momentos y resultó lesionado (aunque no de gravedad). La famosa sala de juntas, contigua al despacho de Baring, sin embargo, no sufrió daños. La explosión parece haber sido causada por una dinamita, probablemente en un atentado contra la vida de Swainson.  
Durante los bombardeos de Londres de la Segunda Guerra Mundial, en las primeras horas del 17 de abril de 1941, dos bombas impactaron en los edificios del Almirantazgo, una en el lado occidental (parte de la ampliación conocida como Admiralty Extension) y la otra a las afueras del Edificio Ripley. La pared externa del edificio hacia los jardines, que forma la pared oeste de la sala de juntas, resultó agrietada, pero la estructura se mantuvo firme (pese a que había sido debilitada en la década de 1880, cuando se propuso su demolición, aunque finalmente se mantuvo como parte de la ampliación). El alto techo de la sala de juntas se derrumbó, las ventanas, puertas e interiores se hicieron pedazos, los cuadros encima de las puertas resultaron dañados y las cubiertas de cuero originales de las sillas quedaron arruinadas. La sala, sin embargo, quedó operativa como sede de la comandancia naval en una guerra que estaba lejos de terminar, por lo que se procedió rápidamente a despejar los escombros, apartando los paneles y las tallas (unas trescientas piezas, que serían almacenadas para una futura remodelación), y los cuadros se llevaron para ser restaurados, dejando las paredes de ladrillo a la vista (solo cubiertas de mapas y planos). Se colocó un sencillo techo provisional y las sillas se revistieron de una cubierta temporal. La Junta por su parte continuó reuniéndose en la sala durante toda la guerra, y solo un año y medio después (en noviembre de 1946) se trasladó temporalmente a una sala improvisada en el bloque occidental, cuando comenzó la reconstrucción del edificio. Las obras duraron unos tres años, y la sala de juntas reabrió en mayo de 1949, de nuevo luciendo su aspecto anterior, con el techo recreado a partir de los fragmentos almacenados, basándose en fotografías y las secciones de moldura de estuco que se habían mantenido intactas.  
En 1955, la sala de juntas sobrevivió otro posible desastre, cuando en la madrugada del 8 de diciembre se declaró un incendio en el edificio del Almirantazgo, que todavía pasaba por reparaciones menores por los daños de la guerra. Las llamas arrasaron con veinte habitaciones, y se encontraban a pocos metros de la sala de juntas cuando finalmente los bomberos lograron extinguir el fuego. Se cuenta que el vizconde de Cilcennin, primer lord del Almirantazgo, quien pudo ver las llamas que salían disparadas por encima de la entrada principal, salió al patio ya inundado de agua, y que junto al entonces primer lord del Mar, el conde Mountbatten, y su esposa, quienes fueron «convocados» desde su residencia en el Admiralty Arch, los tres, sumergidos en agua hasta los tobillos, indicaron a los bomberos cómo llegar a la sala de juntas para salvarla.  

### Últimas décadas
En 1964, tras la gran reforma de las Fuerzas Armadas británicas, que incluyó cambios importantes en la estructura de la Marina Real, su administración se trasladó al gran edificio del Ministerio de Defensa —el Whitehall Gardens Building (actualmente conocido como MOD Whitehall o Ministry of Defence Main Building), que hace esquina con Whitehall y Horse Guards Road— junto con los altos mandos del Ejército y demás ramas de las fuerzas armadas, incluido el propio jefe de Estado Mayor de la Defensa (cargo creado en 1959 como mando superior del conjunto de las fuerzas militares, encima del primer lord del Mar y solo por debajo del monarca).
El edificio Ripley está ocupado en la actualidad por la Sección de Desarrollo Internacional de la Foreign Office, a saber, el Ministerio de Asuntos Exteriores y de la Mancomunidad de Naciones). También sirve una vez al año para la reunión anual de la Junta del Almirantazgo (véase a continuación).

### Documentación
A la entrada del Antiguo Almirantazgo (en el extremo sur de la columnata dando al patio) cuelgan dos placas con inscripciones descriptivas, una sobre la llamada Ruta de Trafalgar (The Trafalgar Way), y la otra sobre el edificio y su contexto histórico. Gran parte de la información que se conoce de la historia del edificio se resume en estas placas.
Algunos planos y dibujos del muro de pantalla de Adam se conservan en el Museo Soane.

## Arquitectura
El Ripley Building es un edificio en forma de U cuadrada abierta hacia la avenida (de la que queda separado por el muro de pantalla a media altura), construido en ladrillo con revestimiento de piedra. En un principio, su forma y austeridad —carece de elementos decorativos, salvo el pórtico que cubre la entrada en el interior del patio— no encajaban con otras edificaciones del entorno.

### Pórtico

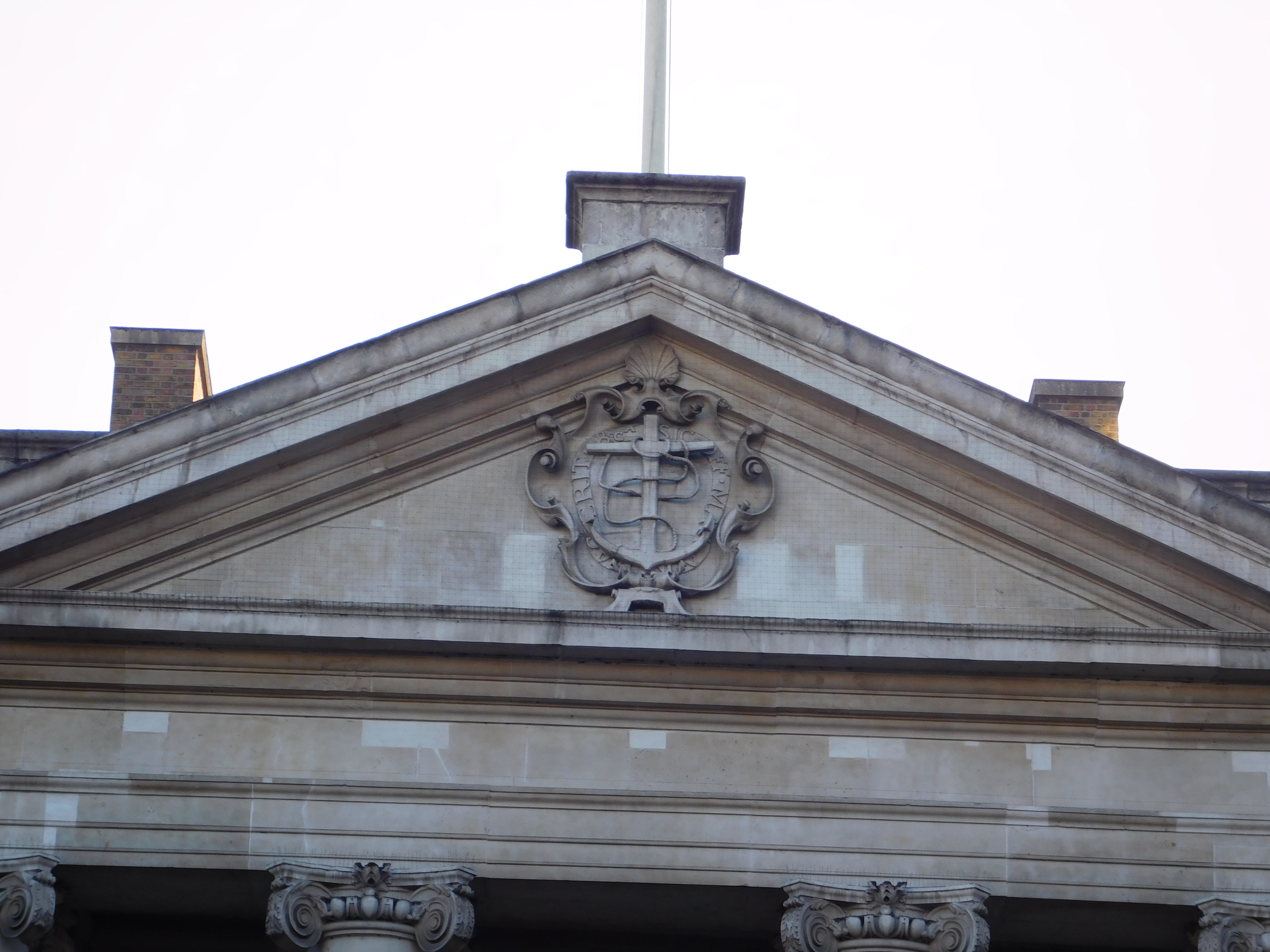
El frontón con el sello del Almirantazgo. Abajo se pueden ver las volutas jónicas.

En contraste con la sencillez del edificio, su puerta principal está enmarcada por un pórtico de grandes dimensiones formado por cuatro columnas jónicas con capiteles de volutas, que soportan una cubierta a dos aguas con un frontón, en cuyo centro destaca en relieve el sello del Almirantazgo (una variante basada en su antiguo escudo de armas, con el ancla y cuerda), que incluye la inscripción «SIG OFF MAG ADM MAG BRIT» (‘Sello Oficial del Majestoso Almirantazgo de Su Británica Majestad’).
Tanto la forma de U cuadrada del edificio como su frontón fueron adoptados por Ripley de la anterior casa Wallingford de Evans (el edificio original).

### Muro de entrada
En el lado oriental del patio, en paralelo a la avenida, se extiende un muro de pantalla a media altura, de unos 44 metros de largo, en medio del cual está la puerta de entrada exterior. Diseñado por Robert Adam, está realizado en piedra con elementos clásicos que incluyen una columnata y entablamento dóricos con triglifos en el friso y un arco de entrada en el centro, que aportaron al edificio la elegancia arquitectónica de la que carecía anteriormente (y por lo que fue criticado). Algunos autores no consideran esta pantalla, conocida como Admiralty Screen, parte del Edificio Ripley propiamente, aunque sí como parte del concepto del Antiguo Almirantazgo como conjunto.

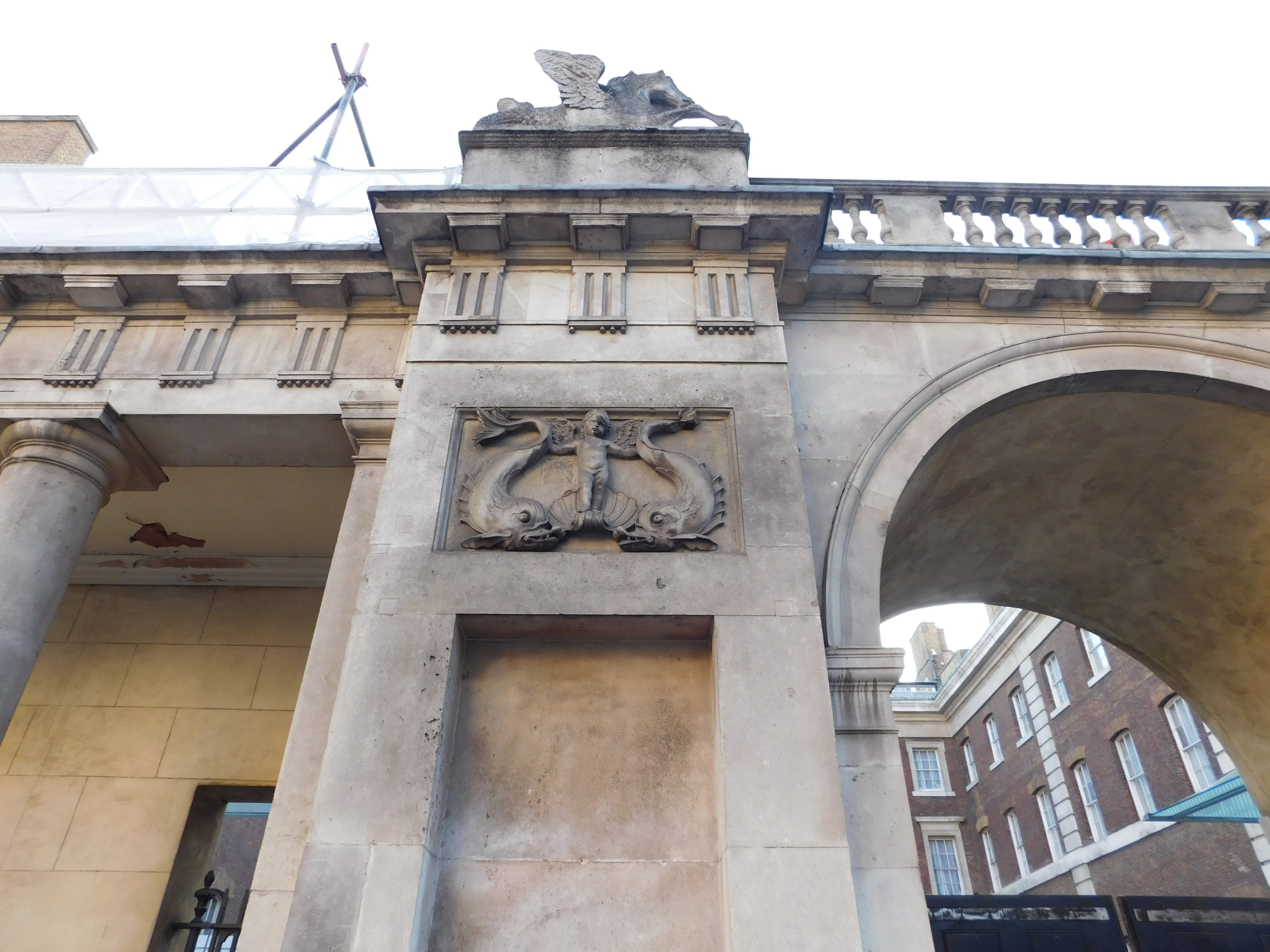

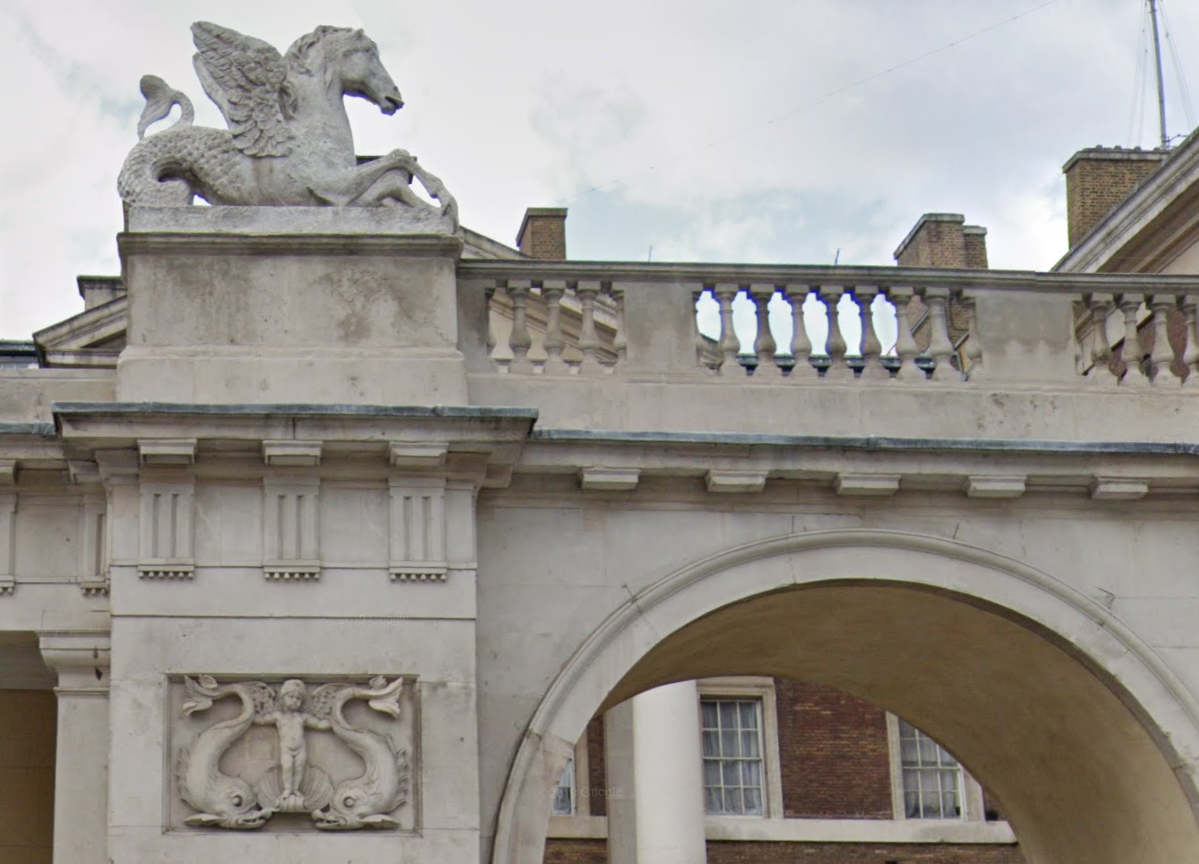
Vista desde dos ángulos del pilar izquierdo del arco de la entrada en el muro de pantalla, con la imagen de cupido y uno de los hipocampos alados.

Cada lado del muro incluye cinco columnas y dos pilastras adyacentes a los pilares del arco, en un lado, y a las paredes externas, en el otro. En los estrechos espacios porticados entre la columnata y la pared hay dos pequeñas entradas hacia el patio. Como ocurre con muchas puertas arqueadas de la época, la entrada en el centro parece estar basada vagamente en el Arco de Tito (o, mejor dicho, su contorno), aunque sin las columnas geminadas jónicas y los adornos en las enjutas; además, en lugar de la habitual placa de inscripción en el ático, Adam incorporó una balaustrada. En ambos extremos del ático encima de los pilares destacan representaciones escultóricas de hipocampos, enfrentados, con el añadido de alas extendidas, muy apropiadas para una armada propulsada alrededor del globo por el viento. Las criaturas aladas recuerdan en gran medida a las del Schlossbrücke en Schwerin (puente del Palacio de Schwerin). Los pilares presentan dos hendiduras rectangulares cada uno, una grande vertical y sobre ella otra horizontal, más pequeña y menos profunda, que sirve de marco para unas imágenes de cupido esculpidas en relieve, en forma de un niño alado en pie sobre una concha y agarrando las colas de dos grandes peces afrontados.
Dos pabellones conforman los extremos del muro, rematados por un entablamento dórico cada uno, con los mismos triglifos, y un frontón con una imagen tallada en bajorrelieve de la proa de un buque de guerra apuntando al centro de la estructura. En el frontón derecho (norte) se trata de una galera romana con otro hipocampo (sin alas) grabado en su costado debajo de la línea de flotación, un espolón en forma de tres espadas romanas y una cabeza de águila en posición de ariete al frente. En el frontón sur, la proa es de un buque de guerra británico con un mascarón en forma de león. En la pared que da a la acera de cada uno de los pabellones hay tres grandes hornacinas a la altura del borde del basamento, que cubren su anchura.
Todas las representaciones escultóricas del muro son obra del escultor de origen danés, favorito de Adam, Michael Henry Spang.
En 1826 se incorporaron los pasos de acceso laterales (uno «de entrada» y el otro «de salida»), y en 1828, dos de las columnas y parte de la pared trasera fueron retiradas para facilitar el acceso al gran carruaje del entonces duque de Clarence (quien dos años después sería coronado rey del Reino Unido como Guillermo IV), aunque estos elementos serían restaurados en 1923 a su posición original.

### Crítica
El Edificio de Ripley como estructura propia (exceptuando el pórtico y el más tardío muro de pantalla) ha sido criticado por varios autores a lo largo de su historia, habiendo sido descrito, entre otros, como una estructura que impone más que impresiona. Alexander Pope afirmó que su arquitectura era bastante aburrida, carente del vigor del barroco, al que admiraba y que estaba pasando de moda en ese momento, y, por otro lado, también de la «austera grandeza» del palladiano que estaba empezando a ponerse de moda.
También la combinación con el muro de pantalla de Adam no ha sido del gusto de todos. En su escrito Admiralty Building, Whitehall de 1923, el ingeniero naval y capitán de navío C. L. Hussey opina que las proporciones desfavorables del edificio quedaban acentuados aun mas con la adición del muro clásico: «El edificio del Almirantazgo y su pantalla armonizan tan mal como podría esperarse de un viejo lobo de mar y un diletante gentil». Por su parte, el historiador de la arquitectura Alistair Rowan en su libro de 2003 Bob the Roman: Heroic Antiquity & the Architecture of Robert Adam, describe la «simplicidad de la pantalla» como elemento de belleza, que, sin embargo, en el momento de su construcción se consideraba un estilo poco familiar, incluso revolucionario en comparación con el más popular neopalladianismo de aquellos años.
El pórtico tampoco escapó la crítica de la época, alegando una desproporción de las columnas en longitud vs. espaciado. Ripley, de hecho, dispuso originalmente las cuatro columnas en otra disposición, para luego descubrir que el capitel de una de ellas bloqueaba la ventana de una de las habitaciones principales, por lo que tuvo que elevar el entablamento a una altura algo por encima de la base del tejado (compensándolo con una buhardilla cuya fachada conforma el frontón). El diputado excéntrico George Selwyn escribió que estas columnas no eran «ni jónicas ni dóricas ni corintias», sino admirables candidatas a una nueva orden, que él denominaba «orden desproporcionada» u «orden robinsoniana», a nombre del contraalmirante y 3.er baronet de Newby, Tancred Robinson, quien ya había probado tal hazaña en su mansión de Newby Park.

## Sala de juntas del Almirantazgo
El edificio albergaba varias salas y despachos de importancia para el manejo de los asuntos de la Marina Real, incluidas salas de estar, oficinas y apartamentos, que antaño sirvieron de residencias para los lores del Almirantazgo (tanto de la clase militar como la política). Una de ellas es la habitación donde el cuerpo de Nelson descansó en la noche anterior a su funeral, y que se ha convertido en espacio museístico. También hubo una sala de telégrafos, donde operaban dos telégrafos.
Si bien, el espacio más importante del edificio era notablemente la sala de juntas del Almirantazgo (Admiralty board room), donde se llevaban a cabo los asuntos oficiales de mayor importancia, y donde los oficiales venían a presentar sus informes, recibir sus órdenes y, en los períodos de promoción, incluso presentarse para los exámenes de oficialidad (Lieutenant's examination). Según los archivos del Departamento de Desarrollo Internacional, esta sala era «el cerebro y el corazón de la Armada», y en la importante obra Microcosm of London (El microcosmos de Londres) se considera que, dada la «preeminencia de la Marina Real» en aquella época, «sus intereses de suma importancia para el país debieron ser propiamente representados desde esta sala».

Desde aquí, navegantes y exploradores como James Cook, Matthew Flinders, John Franklin, George Vancouver, William E. Parry y muchos otros partieron en sus viajes para cartografiar el mundo; es también donde se reunía la famosa Junta de Longitud para buscar la solución al problema de la determinación de la longitud en alta mar (resuelto con el invento del cronómetro marino por John Harrison y la aplicación de varios métodos astronómicos). Harrison, de hecho, presentó su teoría en esta misma sala, donde alegó que su invento pudiera ser replicado. James Cook, presente en la sala en ese momento, fue quien se llevó una réplica tamaño reloj de bolsillo (el cronómetro K1) en su segundo viaje al Pacífico, obteniendo un buen resultado en cuanto a la precisión de las mediciones. Una segunda réplica fue llevada por William Bligh a bordo del HMS Bounty, y quedó en mano de los amotinados (más tarde sería recuperada en la isla Pitcairn). La reunión informativa de Bligh con los lores del Almirantazgo tuvo lugar también en esta sala.

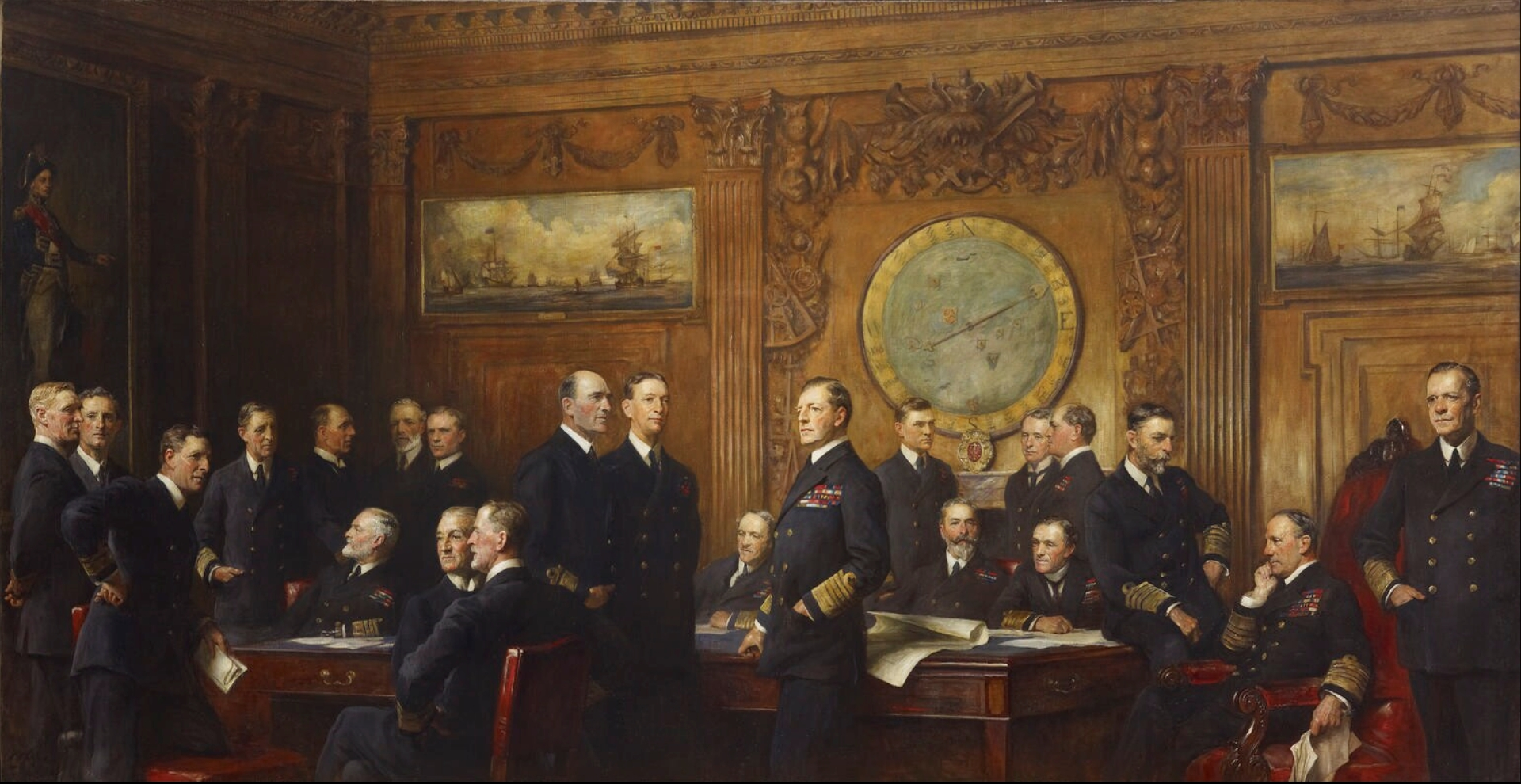
Óleo de 1921 del alto mando de la Marina Real en la s. de juntas durante la Primera Guerra Mundial, pintado por el retratista Arthur Stockdale Cope y exhibido en la National Portrait Gallery. Se observa en detalle a miembros del Almirantazgo como Luis Mountbatten o Frederick Doveton Sturdee, delante de la rosa de los vientos con las tallas de Gibbons a su alrededor, el retrato de Nelson y escenas marítimas.

Notablemente, la sala todavía es utilizada una vez al año por la Junta del Almirantazgo (en su forma actual: Admiralty Board of the Defense Council) para la celebración de su asamblea anual. Se reúnen en torno a la misma robusta mesa del siglo XVIII, recortada en forma de medio círculo en un extremo (véase a continuación). Allí es donde se sentaba tradicionalmente el secretario de la Junta, mientras que su presidente, el lord gran almirante, ocupaba la silla especial (que también se ha conservado) al otro extremo de la mesa. En la actualidad la habitación sigue teniendo importancia simbólica y artística.

### Diseño interior
Las paredes de la sala, revestidas de roble, están divididas en tramos por pilastras corintias estriadas que sostienen un entablamento adornado, con una cornisa de modillones. El techo, que se alza por encima de su altura original, fue reconstruido en 1786. La mayoría de elementos de esta sala son con toda probabilidad anteriores al Edificio Ripley. Aunque no se han conservado datos documentados sobre su origen, se habrán preservado del edificio anterior debido a su notable calidad artística y material (aun cuando el edificio en sí ya mostraba para finales del siglo XVIII señales de agotamiento). Es por eso que la inscripción a la entrada del edificio considera que la sala sea un «superviviente» del edificio de 1695.
Este es el caso de los paneles de roble que revisten las paredes, que durante la restauración del edificio en la posguerra se hizo evidente que habían sido cortados y adaptados para encajar en un nuevo emplazamiento de un tamaño similar al original (es decir, que lo que cambiaba era su disposición); al parecer, eran demasiado buenos para desperdiciarse, por lo que fueron rescatados y reutilizados. También es el caso de la gran rosa de los vientos ubicada en la pared encima de la repisa de la chimenea, con su mecanismo controlado por una veleta en el tejado, rodeada de tallado de gran detalle en altorrelieve de simbología marítimo-militar, atribuido al maestro tallador Grinling Gibbons. Toda esta parte de la pared, junto a las pilastras corintias que la flaquean (y se repiten en otras partes de la sala), también habían sobrevivido del edificio de 1695. Por su parte, el friso festoneado y los marcos sobre las puertas son una adición de la construcción del Edificio Ripley. La decoración de la sala se completaba por objetos funcionales como globos terráqueos, libros y mapas, entre otros.
El punto focal de la habitación es el tramo central que contiene la chimenea y el rosa de los vientos (wind dial):

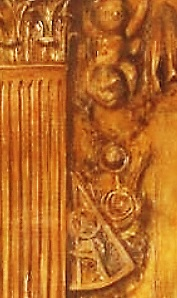
Tallas de cupido y uno de los instrumentos, y a su izquierda una de las pilastras estriadas.

- Tallas de cupido y uno de los instrumentos, y a su izquierda una de las pilastras estriadas.Repisa y tallado: Aunque no existen documentos que lo certifiquen, se da por sentado que las tallas de arte fino sobre la chimenea sean obra de Gibbons, quien era autor de obras similares de idéntica técnica en otros edificios de Londres. Además, su fama por aquel entonces habría facilitado que se requirieran sus servicios para tal obra. Incluyen múltiples grabados de simbología naval, como delfines, tridentes y peces. La pieza central, que corona el tablero, es el ancla del Almirantazgo rodeada de hojas de roble, palmeras y laurel, que representan victorias por tierra y mar. La capa subyacente de esta pieza incluye varios elementos alegóricos: las alas de la victoria, dos trompetas de la fama cruzadas, la espada y el cetro para impartir justicia, y por encima de todo la corona real. En el centro de la pieza, en la capa de remate, destaca un ojo rodeado de gloria, que era el emblema empleado por los Estuardo para representar el derecho divino de los reyes (pero no es el ojo de la providencia). Estos detalles indican que la obra fuera realizada para Jacobo II, quien también era gran almirante, el Estuardo que reinaba cuando se diseñó la sala del edificio anterior; y no para los reyes de la casa de Hannover, quienes empezarían a reinar a partir de 1714, es decir, ya en tiempos de la construcción del Edificio Ripley. La repisa de mármol presenta un llamativo respaldo de hierro fundido con el escudo e iniciales de Carlos II (también un Estuardo).[4][7]

Quizá las piezas más notorias del tallado sean el grupo de antiguos instrumentos náuticos representados entre grabados de frutas y flores, que incluyen un telescopio, una ballestilla, brújulas, un astrolabio, un cuadrante de Davis y un cuadrante clásico. Muchos de ellos integran partes móviles con tanta minuciosidad, que Edward Knobel propuso en los años 1920 que pudieran ser, al menos en parte, ejemplares reales de instrumentos de navegación del siglo XVII; si bien, este tipo de instrumentos nunca hubieran sido tallados en madera de peral (material usado por Gibbons, demasiado frágil para el uso cotidiano en el mar). Las tallas se consideran actualmente elementos de importancia artística singular, habiendo sido documentadas y fotografiadas en presencia de importantes personajes de la vida pública y militar británica.

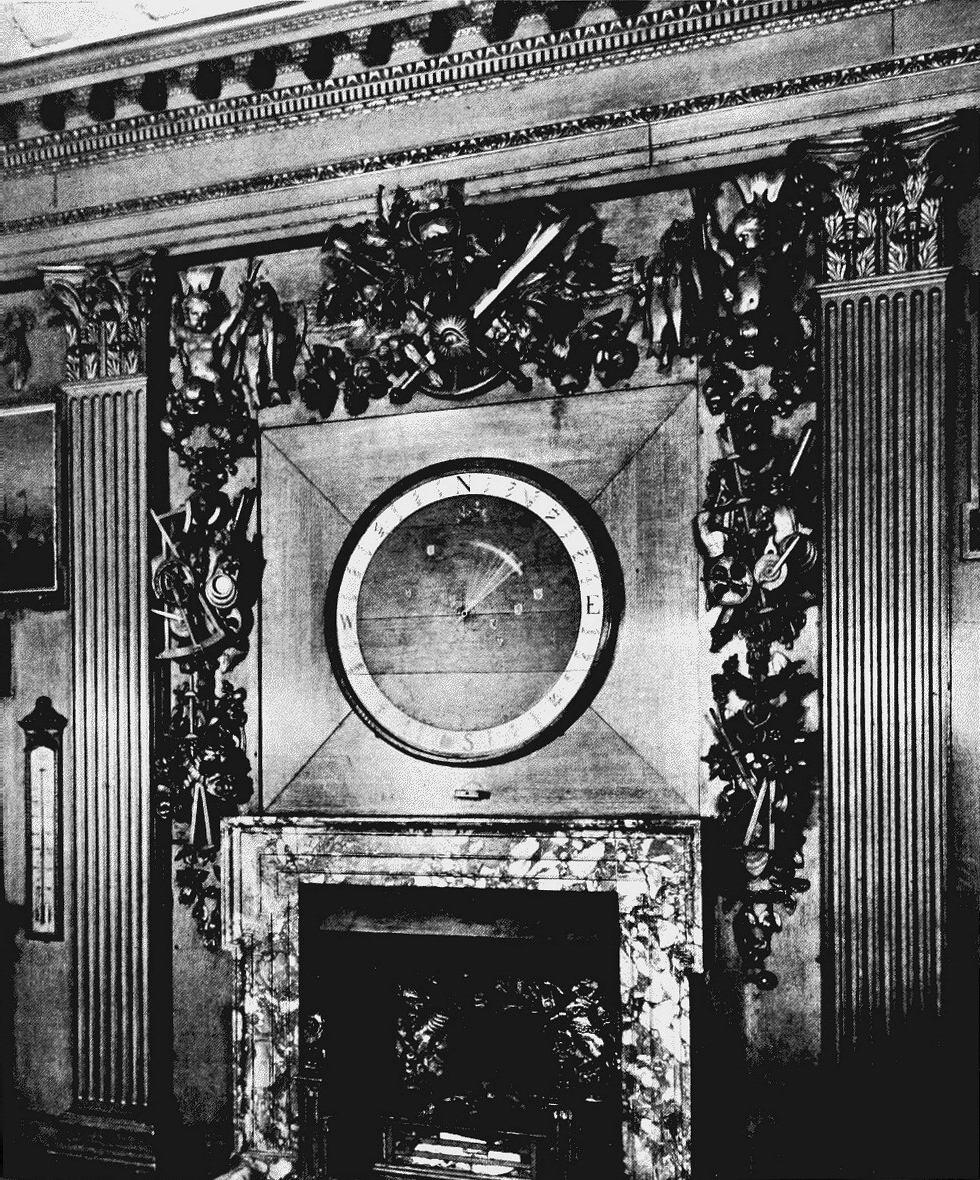
Una vista de la chimenea y su repisa, con el dial y las tallas de madera (ca. 1935).

- Una vista de la chimenea y su repisa, con el dial y las tallas de madera (ca. 1935).La rosa de los vientos: El elemento principal del tramo de la pared sobre la chimenea, rodeado por las mencionadas tallas, es un gran dial que representa la rosa de los vientos sobre el mapa de las islas británicas, ubicado sobre una superficie cuadrada por encima de la repisa. Está datado de 1708, siendo por tanto otro de los elementos conservados de la sala del siglo XVII. Cuenta con un mecanismo funcional que durante siglos estaba conectado a una veleta en el tejado del edificio, con lo que permitía a los presentes conocer la situación del viento en el sureste de la isla, y determinar la hora de zarpar de los barcos fondeados en la desembocadura del Támesis. Era una cuestión fundamental en la era de la navegación a vela, de importancia estratégica y comercial, que dio lugar a la fabricación de varias esferas de este tipo en lugares estratégicos de la ciudad: la del palacio de Kensington, construida para Guillermo III (que en 1698 fue visitada por Pedro el Grande durante su viaje de incógnito en el marco de la Gran Embajada), una en medio de la Underwriters' Room en el antiguo edificio de Lloyd’s,[20] una (ya inexistente) en el palacio de Buckingham, y la más notable de todas, las que corona el techo de la emblemática Sala de la Corte del Banco de Inglaterra (actualmente funciona con un mecanismo electrónico).[21] El mapa que decora el dial del Antiguo Almirantazgo parece estar basado en el atlas de De Witt, y fue posiblemente realizado por el publicista y cartógrafo Robert Morden. Se trata de un esbozo atenuado en que se puede ver los mares británicos y la costa continental adyacente (principalmente Francia), cada país adornado con su emblema en forma de escudo, mientras que entre las aguas aparecen barcos, ballenas y figuras alegóricas.[4] Es muy parecido al mapa de la esfera del palacio de Kensington, que probablemente habrá sido obra del mismo autor.[7]

La veleta del Almirantazgo compartía en su día el tejado con un telégrafo óptico, comunicado con Portsmouth por una cadena de torres de señalización construidas en 1796. En días de buena visibilidad podía hacer llegar un mensaje de un extremo de la línea a otro en menos de diez minutos. En 1822, fue sustituido por una cadena algo más larga, que se mantuvo en uso hasta 1847. La esfera de la rosa de los vientos se seguía usando hasta bien entrada la década de 1880, si bien con la consolidación de la propulsión a vapor había perdido su importancia de antaño. Sobre el momento en que dejó de usarse se cuenta, que una tarde el dial oscilaba tan violentamente que se suspendió la reunión, y los asistentes salieron todos en tropel al jardín para presenciar el extraordinario fenómeno atmosférico que provocó tal desempeño. Para su decepción, el fenómeno resultaba ser un funcionario descarriado que había subido al tejado. La veleta fue desconectada inmediatamente, para nunca volver a usarse más. El «talentoso escalador» (como fue descrito), por su parte, se retiraría del servicio en 1904 como sir Richard Audrey, caballero comendador de la Orden del Baño y contable general de la Marina Real. Este relato puede que no sea más que una anécdota, pues lo cierto es que ese año (1847) se realizó una importante remodelación de la sala de juntas, que según distintas fuentes incluía la reubicación del tramo con el dial y las tallas de su sitio original en la pared sur (detrás de la silla del primer lord) a su sitio actual encima de la chimenea. En esta ubicación, el mecanismo de la veleta habría dejado de servir (estando físicamente separado), con lo que la esfera se convertiría en un mero objeto decorativo. Eso explicaría además la fecha de compra de los retratos allí colgados.

### Decorado del techo
Una de las características visuales más notables de la sala de juntas del Almirantazgo es el decorado de su techo, más elevado que los demás techos de esta planta. Se trata de una adición más tardía realizada durante la primera reforma del edificio en 1786 (ya que cuando la sala fue completada por Ripley 60 años antes, su techo no difería del de las habitaciones contiguas, ni en altura ni en detalles).
Ese año, el techo fue alzado (resultando en una plataforma elevada en el piso superior), se le incorporó una profunda cornisa con artesonado octogonal inclinado, y se remató con una superficie plana cubierta de patrones de círculos entrelazados y rosetas. Tratándose de una obra manual, se ha afirmado que «ninguno de los octágonos es cien por cien idéntico a otro». Esta característica destaca claramente en el boceto de Rowlandson (véase a continuación). Aunque no se sabe con certeza la identidad del artista al cargo, existe un registro en los libros de contabilidad de un pago a un estuquista llamado John Papworth, por una «gran cantidad de molduras con paneles octogonales rastrillados decrecientes», además de otros trabajos, incluido el del pasillo y la escalera adyacentes.

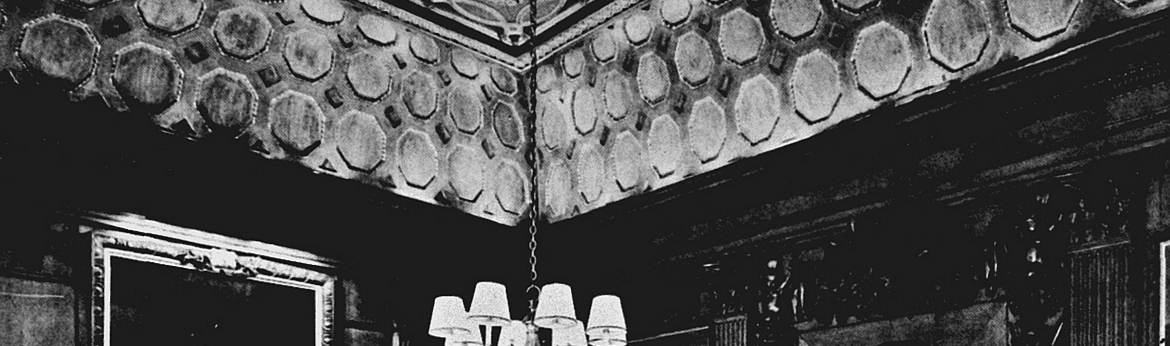
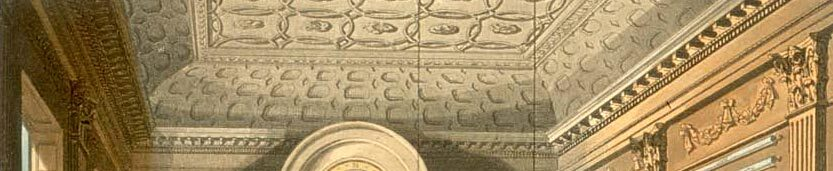

### Mobiliaria
La mesa de reuniones y las sillas datan aproximadamente de 1788, habiendo servido a muchas figuras históricas a lo largo de los siglos. En uno de sus extremos presenta una sección recortada en forma de medio círculo flaqueada por dos cajoneras empotradas, diseñada así para acomodar al secretario de la Junta y los muchos documentos repartidos a su alrededor, «listos para proporcionar cualquier dato o cifra requeridos por los lores comisionados durante la reunión». Sin embargo, según la tradición, el propósito de tal inusual cavidad, que sería una adición más tardía a la fabricación de la mesa, era para hacer sitio a un primer lord particularmente corpulento, habitualmente identificado como George Ward Hunt, quien pesaba más de 100 kilos («Usted», dijo la reina Victoria, «añadirá peso a nuestros consejos», conforme el relato popular). Lo cierto es que el primer lord, quien presidía la Junta, se sentaba enfrente, a la cabeza de la mesa al otro extremo, cara al retrato de Nelson (véase a continuación).
En las últimas décadas, la mesa se ha utilizado en las reuniones presididas por el vice primer ministro británico. Cuando John Prescott ocupaba este cargo (1997-2007), eligió presidir las reuniones desde el extremo recortado de la mesa.
,

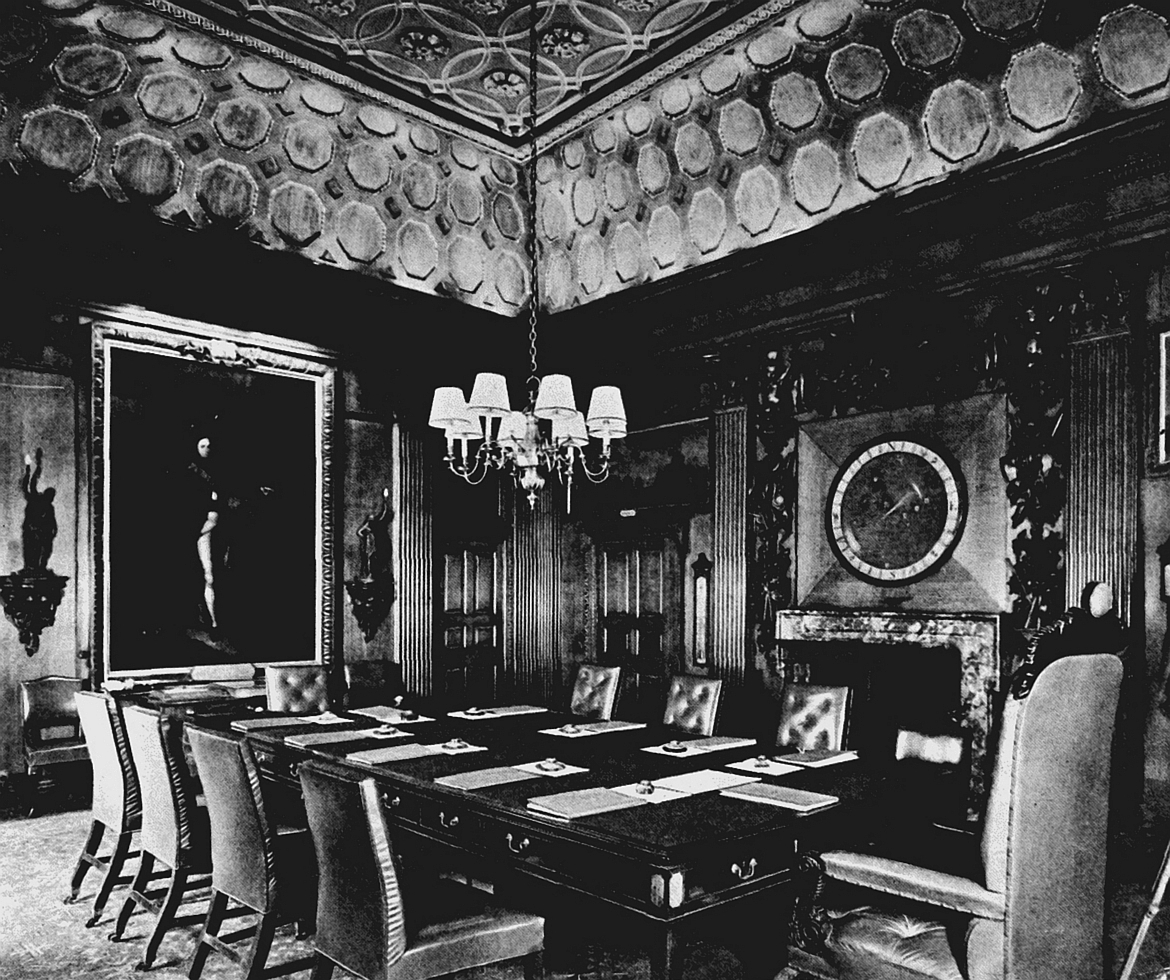
Imagen de la sala hacia 1935, con la mesa y las paredes con el dial de la rosa de los vientos y el retrato de Nelson.
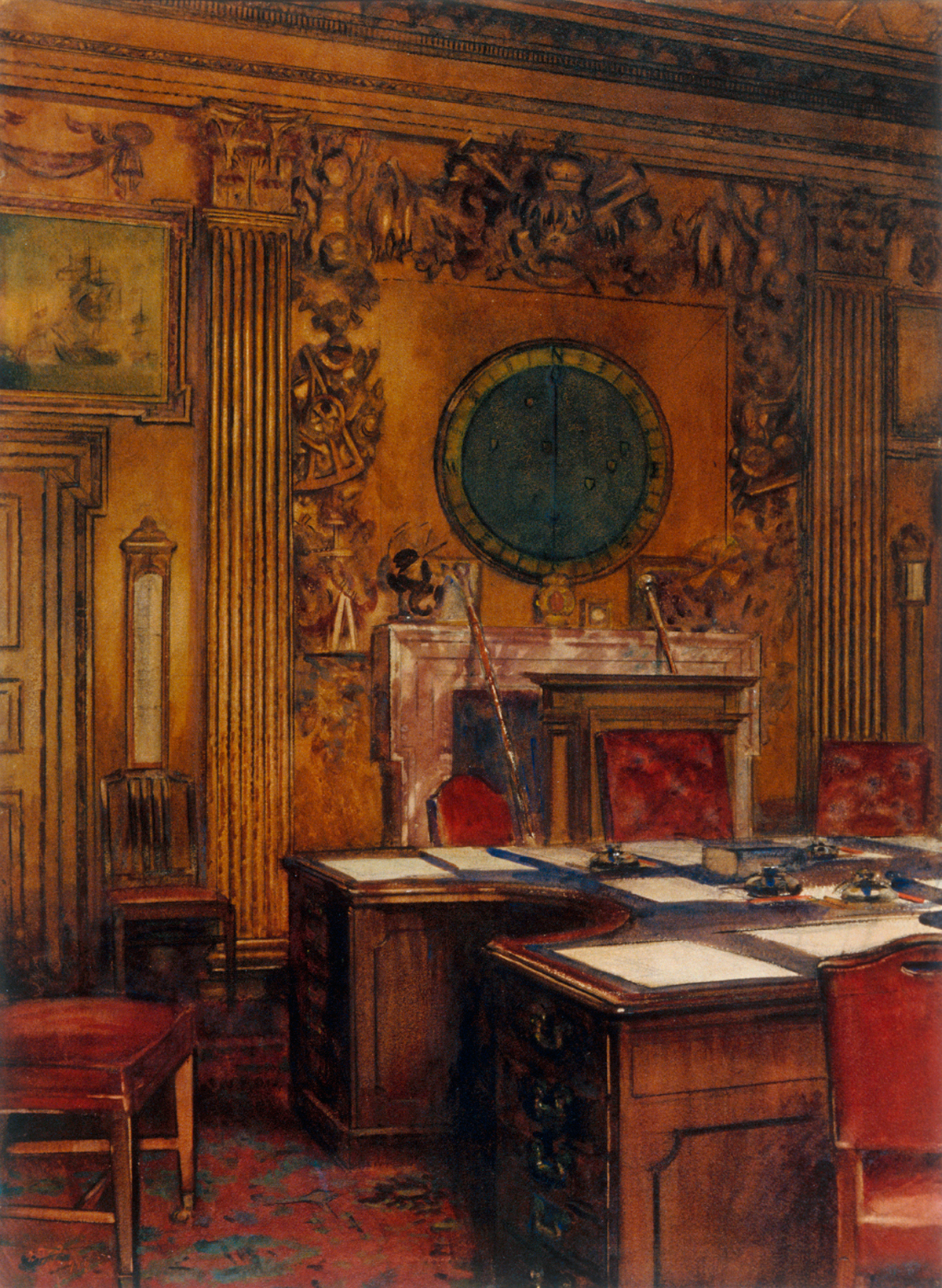
Ilustración de la pared de la sala y la parte recortada de la mesa, publicada en 1918 durante la Primera Guerra Mundial.
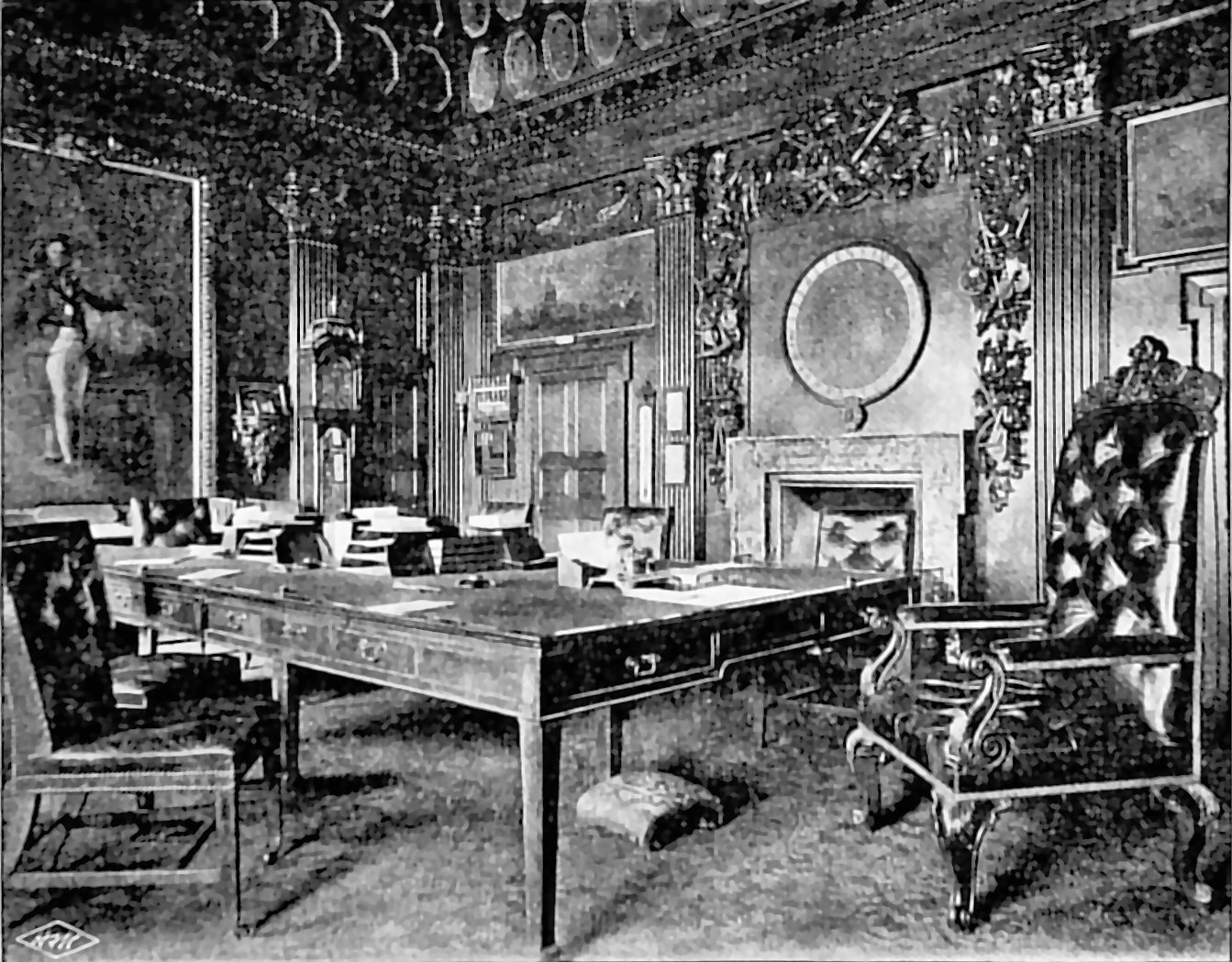
Imagen de la sala de 1895, por Richard V. Hamilton, FSL. Nótese la ausencia de la lámpara de araña sobre la mesa.

### Cuadros y pinturas

#### Retrato de Nelson(Leonardo Guzzardi, 1799)

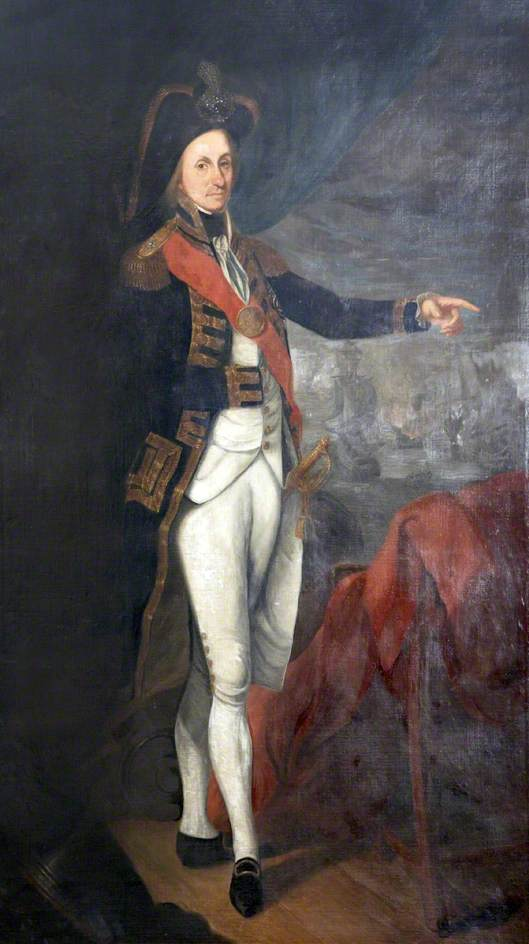
Réplica del retrato de Nelson en la academia naval británica, cuya versión original está en la sala de juntas del Almirantazgo.

Durante la vida de Nelson se realizaron numerosos retratos suyos, en óleo, grabado y otros, por artistas de la época como Beechey, Earlom, Abbott, Shepperson, Rigaud, Charles Lucy, John Hoppner o Arthur Devis. Todos ellos en uniforme impecable con sus medallas y distinciones, y una postura decorosa (a pie o sentado) digna de un oficial de su posición. El retrato del Alto Almirantazgo, sin embargo, es un tanto distinto. Pintado por Leonardo Guzzardi poco después de la gran victoria en la batalla del Nilo contra los franceses (1798), demuestra a Nelson a pie con una mueca facial un tanto agónica y el bicornio deslizado hacia atrás, dejando al descubierto su frente para evitar molestias a una visible cicatriz (una forma poco elegante de llevar la gorra militar, sobre todo cuando se posaba para un retrato). Nelson había recibido una herida sobre el ojo durante la batalla y sufría una conmoción cerebral, que le provocaría dolores de cabeza y náuseas durante meses tras el fin de la contienda. Guzzardi, seguramente con el consentimiento del almirante, decidió reflejar las consecuencias de la batalla en una representación menos favorecedora y más realista.
En este retrato se muestra a Nelson luciendo en su bicornio el chelengk de diamantes, que le fue obsequiado después de la batalla por el sultán otomano Selim III. En la silla a su lado se observa una capa escarlata, otro regalo del sultán (según documentos de la época estaba forrada con piel de marta cibelina). Al fondo del cuadro, detrás de Nelson, hay una representación pictórica de una escena de la batalla, y parece que el almirante está apuntando en su dirección con su única mano viable (la izquierda). Guzzardi realizó el retrato en Palermo, su ciudad natal, para William Hamilton y con los años llegó a parar a manos de un familiar lejano suyo, Robert Fulke Greville, quien lo colgó en una de sus propiedades en Milford Haven, Gales. Allí es donde lo vio un oficial del Almirantazgo, y este se lo hizo saber al almirante de la flota William Baillie-Hamilton. En 1848, el retrato fue vendido al Almirantazgo para ser exhibido en la sala de juntas, donde fue reforzado y reinsertado en un marco más amplio para que coincidiera con las medidas del retrato de Guillermo IV, colgado en la pared de enfrente (véase a continuación).
El espacio que ocupa el cuadro había servido previamente para colgar mapas y esbozos requeridos para las reuniones en curso (normalmente almacenados en forma de rollos). Cuando se fijó allí el retrato de Nelson por primera vez, no se quería desperdiciar este espacio (directamente enfrente del presidente de la mesa y fácil de seguir por los demás ocupantes de la mesa), por lo que se creó un mecanismo abisagrado para poder retirarlo sobre el eje, a modo de una puerta, cuando la junta lo disponía (dada la importancia del cuadro, esta decisión solo la podía tomar el secretario, quien era quien fijaba los mapas). La última vez que se sabe que se utilizó este mecanismo fue en una reunión de 13 de septiembre de 1950, cuando el almirante de la flota Bruce Fraser (1.er barón Fraser del Cabo Norte, entonces primer lord del Mar) hizo colgar allí unos dibujos técnicos de una nueva clase de fragata. Se cuenta que cuando el retrato se abanicó hacia la mesa, Fraser realizó un «elegante gesto de respeto» hacia su dirección. En la actualidad, el cuadro está colocado de forma fija en su sitio.
Ya cuando se realizó el retrato (muchos años antes de que fuera a parar en la sala del Edificio Ripley), su realismo atraía la admiración de los críticos, con lo que se hicieron varias copias, algunas con ligeras modificaciones. La única realizada en Gran Bretaña fue destinada al Britannia Royal Naval College (la academia naval de la Marina Real británica, en Dartmouth), donde aún permanece a día de hoy. Las demás —cinco versiones firmadas por el propio Guzzardi ese mismo año (1799)— fueron regaladas, una a la familia real napolitana, y las demás al propio Nelson para posteriormente ser obsequiadas a algunos de sus amigos. La última réplica es una versión alterada, que muestra a Nelson luciendo la otomana Orden de la Luna Creciente y dos nuevas medallas de oro que había recibido en una fecha posterior al retrato original,

#### Retrato de Guillermo IV(William Beechey, 1834)

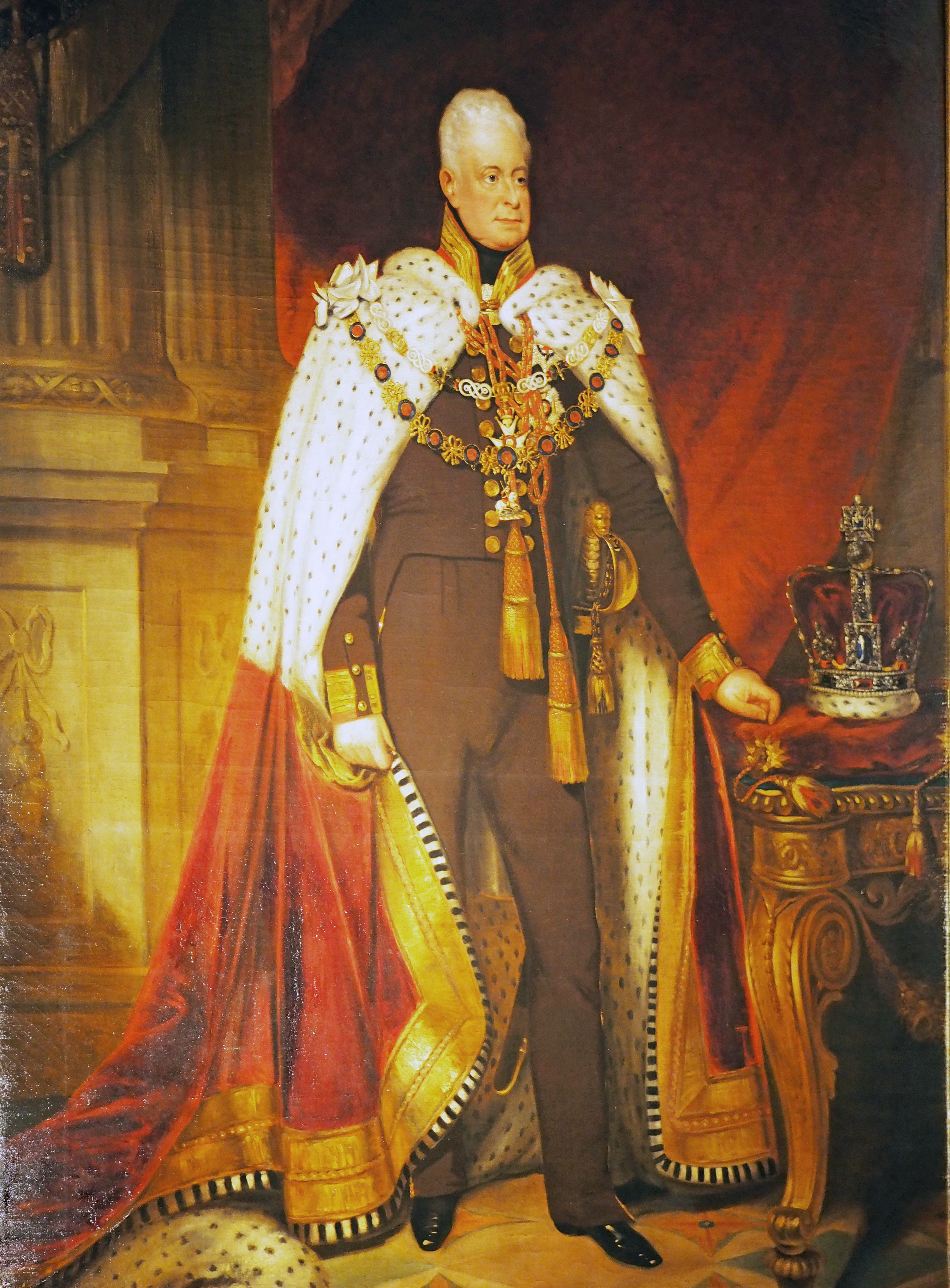
Copia del retrato de Guillermo IV, en formato condensado.

El otro gran retrato de la sala de juntas es el mencionado cuadro de Guillermo IV, apodado «el Rey Marinero», realizado en 1834 por William Beechey, quien era el retratista oficial del monarca. Fue adquirido en 1847 por el Almirantazgo, poco antes de la adquisición del retrato de Nelson, que, como dicho, está fijado en la pared enfrentada (quedando el cuadro de Guillermo IV a espaldas del presidente de la mesa).
La peculiaridad del monarca que lo hacía idóneo para ser presentado en la sala del Almirantazgo era la combinación de la autoridad de la Corona con una notoria tradición naval. SI bien, aunque Guillermo posa aquí en uniforme naval, lo cierto es que como rey no era un oficial de la Marina Real (el mando de la Armada aún no constituía uno de los cargos del monarca británico, como lo es en la actualidad). El ribete rojo-escarlata en los puños del uniforme que lleva en este retrato refleja un cambio en los uniformes de los oficiales de bandera que el propio Guillermo introdujo nada más subir al trono. Poco más de una década después, volverían a su color blanco original.
La relación de Guillermo con la Armada británica comenzó ya en su infancia. El entonces príncipe, quien tenía dos hermanos mayores y no se esperaba que algún día fuera a heredar la corona, se alistó con 13 años en la Marina Real como midshipman (guardiamarina) y combatió en batallas como la del Cabo de San Vicente y en la guerra de Independencia de los Estados Unidos. Sirvió directamente bajo Nelson y, siendo quien era, los dos entablaron una relación de amistad (fue el príncipe quien en 1787 entregó a la novia y firmó como testigo en la boda de Nelson con Frances Nisbet). Dos años después fue nombrado duque de Clarence, con lo que su servicio activo en la Armada tocaría su fin, aunque no así su relación con la institución naval. En 1827, cuando murió su hermano mayor, el duque de York, Guillermo, al convertirse en heredero presuntivo, se asignó el mando de lord gran almirante, cargo anteriormente «ofrecido en comisión» (es decir, que no era un puesto asignado a miembro de la nobleza, sino un cargo profesional, en este caso ejercido por un miembro de la Junta de Lores Comisionados del Almirantazgo). En todo caso, el duque no permaneció por mucho tiempo en el cargo debido a las numerosas trifulcas que el tenía con otros oficiales del Consejo del Almirantazgo. La gota que colmó el vaso fue cuando Guillermo se llevó una escuadra de buques al mar y desapareció durante diez días sin haber informado de su partida o paradero ni al rey ni al duque de Wellington, entonces primer ministro británico. Fue relevado del cargo, que volvió a ser entregado en comisión hasta su asunción por parte de la reina Isabel II en 1964 tras creación del Ministerio de Defensa (actualmente lo ostenta el rey Carlos III).
Cuando en 2011, con motivo del 90.º cumpleaños del duque de Edimburgo, le fue otorgado el título de lord gran almirante como un gesto simbólico por parte de la reina, fue en esta sala, directamente frente al retrato de Guillermo IV, donde recibió la carta patente que confirmaba el nombramiento en una ceremonia oficial.

#### Cuadros de barcos en el mar
Encima de las dos puertas de entrada a la sala, entre las pilastras que flanquean la chimenea y las pilastras esquineras de ambos lados de la pared, hay colgados dos cuadros alargados de paisaje marino con buques de la Armada. El de la izquierda, datado de 1688, es obra del neerlandés Willem van de Velde el Joven, considerado de los mejores paisajistas marinos de su época, quien se estableció en Londres después de 1673, donde fue contratado por Carlos II. Se cree que el cuadro fue un encargo personal del monarca (quien, sin embargo, moriría antes de su compleción), y que muestra los barcos bajo su mando durante su desempeño como lord gran almirante, con la imagen discreta del buque insignia en el fondo.
El segundo cuadro, más tardío, pintado por Joseph Nicholls y donado al Almirantazgo por Philip Stephens en 1795, muestra una flota, entre cuyos barcos está el Queen Charlotte, el buque insignia de Richard Howe durante las guerras revolucionarias francesas. Botado en 1790, fue designado buque insignia de Howe en el Glorioso primero de junio (4.ª batalla de Ushant). Stephens, su propietario original, sirvió como secretario del Almirantazgo durante más de treinta años y como lord comisionado del Almirantazgo por once años más. Todo este tiempo era además diputado en la Cámara de los Comunes, cargo que mantuvo durante casi medio siglo. Cuando se retiró de todas sus funciones públicas en 1806, decidió donar el cuadro para ser exhibido en el Antiguo Almirantazgo como gesto de despedida tras décadas de servicio.

### Otros objetos
Instrumentos de medición

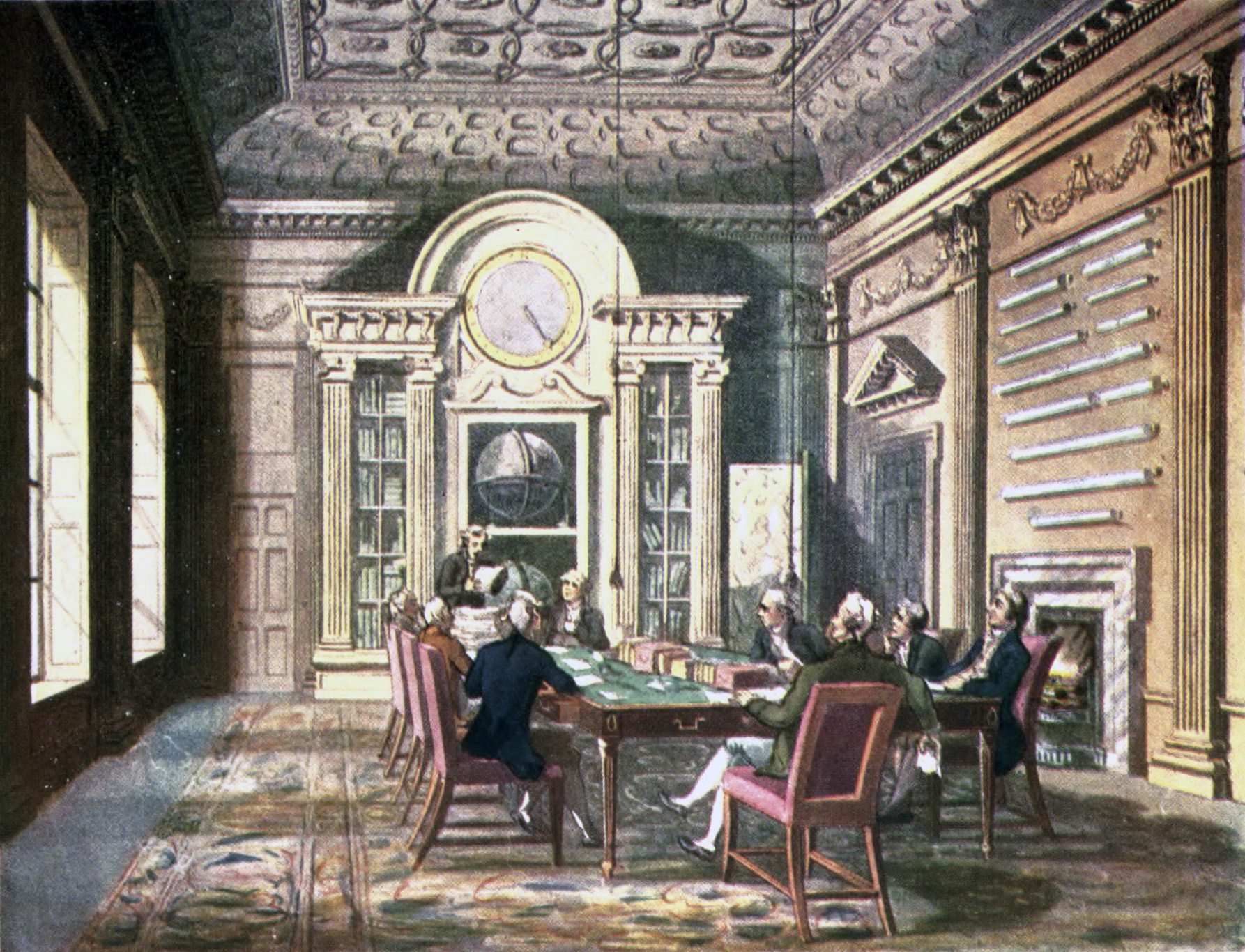
Grabado al aguatinta del Microcosm of London de finales del, basado en un dibujo de Thomas Rowlandson, no muy fiel a la disposición actual de los elementos en la sala. Puede coincidir en parte con el diseño de la sala antes de 1847.

La sala cuenta con tres instrumentos de medición del tiempo y del clima: un termómetro, un barómetro y un reloj de caja larga.
El termómetro y el barómetro, que sirven para recordar la importancia del tiempo atmosférico en el mar, fueron fabricados para el Almirantazgo por un distinguido fabricante de instrumentos matemáticos llamado Francis West, que regentaba su negocio entre 1822 y 1852 en Fleet Street. Fueron usados entre otros por Francis Beaufort, famoso por su escala de la fuerza de los vientos, y por su discípulo y compañero, el vicealmirante Robert FitzRoy, considerado padre del pronóstico del tiempo (aunque sería eclipsado en la memoria pública por su compañero en el viaje del Beagle, Charles Darwin). Mientras que Beaufort fue nombrado hidrógrafo de la Armada (cargo que ocupó de 1829 a 1855), FitzRoy se convirtió en el primer director de lo que sería la Oficina Meteorológica del Reino Unido.
El reloj, en chapa de nogal y gesso dorado, es más antiguo. Fue fabricado por un comerciante local llamado Lanley Bradley, quien tenía su local en Fenchurch Street y era amigo íntimo de Christopher Wren (proponente de la casa Wallingford como sede del Almirantazgo). No se conoce la fecha de su fabricación, pero es probablemente anterior a la sala del Edificio Ripley; al igual que los paneles y las tallas, es posible que se haya conservado del edificio de 1695, pero también es posible que fuera heredado de la más antigua Junta de la Marina.
Maza ceremonial
En la esquina de la sala a la izquierda del retrato de Nelson reposa sobre un pedestal el Navy Board Verge, una maza ceremonial hecha de plata maciza, que simboliza la autoridad de la institución del Almirantazgo y solía ser llevada ante los lores de la Junta en ceremonias y eventos de Estado (recuerda en su función a la maza de la Cámara de los Comunes). Fue fabricada en 1786, originalmente para la Junta de la Marina, cuando esta se estaba preparando para mudarse a su nueva sede en Somerset House. En 1831 fue llevada al Edificio Ripley como recordatorio de la autoridad delegada en los lores comisionados por la Corona. La maza fue devuelta en una ceremonia oficial a la reina, cuando esta asumió el cargo de lord gran almirante en 1964. Durante los nueve años de Felipe de Edimburgo en el cargo (hasta su fallecimiento), este la llevaba en todas las ocasiones en las que se desempeñaba en tal función, formando parte su indumentaria naval. Actualmente la Navy Board Verge se considera pieza museística, en exhibición en la sala de juntas.
No debe confundirse con la Admiralty Oar Mace (maza dorada del Almirantazgo), otro artilugio ceremonial del alto mando naval británico, actualmente en exposición en el Museo Marítimo Nacional en Greenwich.
Insignia del timonel
Colgada en la pared occidental de la sala se exhibe una insignia original del timonel de la gabarra del Almirantazgo. En siglos pasados, el Támesis era la vía de transporte principal de Londres, constantemente transitada por decenas de embarcaciones y miles de personas. Al igual que otras importantes instituciones de la capital, el Almirantazgo tenía en propiedad una gabarra para el uso de los lores comisionados, que como lo habitual llevaba distinciones propias. Embarcaciones institucionales de este tipo eran habituales en el panorama pluvial londinense, hasta que la construcción del Thames Embankment en la segunda mitad del siglo XIX hizo poco práctico su uso (un ejemplar bien conservado es la barcaza de la Junta de la Marina del siglo XVIII, en exhibición en el Museo Marítimo Nacional).
La gabarra del Almirantazgo servía tanto como una forma práctica de transporte en tiempos en los que las calles estaban abarrotadas (y poco higiénicas), como para usos ceremoniales. Debido a su pertenencia al alto mando de la Marina Real, estaba muy cuidada y finamente decorada, con algunos detalles singulares, al tiempo que los remeros llevaban unas capas anchas y grandes insignias de plata dorada. Una de estas placas era la reservada para el timonel del barco, un puesto de oficialidad, y constaba de un ancla y cable dorados sobre un fondo esmaltado en rojo, rodeados de volutas de plata con delfines, trompetas y sextantes, que se hacían eco de los temas representados en las tallas de la pared de la sala. Solo se han conservado pocos ejemplares, entre ellos el del Antiguo Almirantazgo, otros formando parte de colecciones del Museo Británico, el Museo de Victoria y Alberto y la Sociedad de Anticuarios, además de un par de colecciones particulares, mientras que la mayoría fueron enviados en su día a la Royal Mint para ser fundidos y su material usado en las medallas de Largo Servicio de los marineros (Seamen’s Long Service Medals).
Los pocos ejemplares que han sobrevivido son todos de la misma serie, realizada en la década de 1730 por el orfebre londinense William Lukin (no confundir con el vicealmirante homónimo), quien había trabajado como aprendiz en las primeras insignias oficiales de la Reserva de la Marina Real. El 3 de junio de 2012, en el marco del Desfile del Jubileo de Diamante (Diamond Jubilee Pageant), el ejemplar del Almirantazgo fue llevado al HMS President (establecimiento a las orillas del Támesis, cerca del Puente de la Torre, que servía a modo de embarcación de mando) como pieza clave en la ceremonia de bienvenida a la reina en su visita al lugar.
Reglamento del mar
Una copia de 1806 de las Regulaciones e instrucciones relacionadas con el servicio de Su Majestad en el mar (Regulations and instructions relating to His Majesty’s service at sea) fue regalada al Almirantazgo por John Jervis, cuando este servía como lord gran almirante entre 1801 y 1804 (cargo en que demostró ser un administrador excepcional). Jervis, quien había ganado en 1979 con su buque insignia, el HMS Victory, la batalla del Cabo de San Vicente (en la que derrotó con sus 15 buques a una flota española de 27), obtuvo como recompensa ese mismo año el título de 1.er conde (Earl) de Saint Vincent. La batalla de San Vicente fue también el enfrentamiento en que Nelson se distinguió por primera vez (desde el mismo Victory), con una táctica que luego pasaría a llamarse Nelson’s patent bridge.
Modelo del Victory
Un pequeño modelo del mencionado HMS Victory (que en 2012 sería asignado simbólicamente buque insignia del entonces primer lord del mar), cedido por el Museo Marítimo Nacional, se encuentra al lado de la ventana.
El microcosmos de Londres
Un grabado al aguatinta de El microcosmos de Londres, publicado en 1808 y basado en un dibujo de Thomas Rowlandson, representa una reunión de la Junta en la sala con visibles cambios en la distribución de algunos de los elementos, que puede que coincidieran, al menos en parte, con un diseño anterior del interior de la sala. En él se muestran estanterías para libros y un estante para el globo terráqueo en el lugar donde se encuentra el retrato de Nelson, y los rollos de mapas y gráficos colgados en el sitio de la rosa de los vientos. El grabado puede reflejar, al menos en parte, la distribución de elementos en la sala anterior a la remodelación de 1847 que indican las mencionadas fuentes (que tendría sentido dada la ubicación de la veleta), pues en esa pared ahora cuelga el retrato de Guillermo IV, adquirido ese año.